# Бактыгереев, Раймбек Бауыржанович
Раймбек Бауыржанович Бактыгереев — (каз. Райымбек Бауыржанұлы Бақтыгереев), более известный как Райм

## Биография
Раймбек Бауыржанович Бактыгереев родился 18 апреля 1996 года Западно-Казахстанская область, город Уральск, Теректинский район, посёлок Кутсйык. По национальности — казах. С детства увлекался музыкой, сочинял стихи.
2017 году написал свой первый сольный альбом под названием «Қара бала». Этот альбом тесно связан с его жизнью. Как простой сельский парень мечтает о большой сцене, о ценностях жизни. Альбом не был издан, но все же, это было начало большой карьеры артиста.
В 2018 году артист официально написал свой второй сольный альбом «O2». Что означает «Кислород». Альбом стал популярным и несколько песен попали в топ чарты. Сингл «Двигаться» стал мега хитом и занимал долгое время верхние строчки хит-парадов. В альбоме приняли участие такие артисты как Artur, Adil, Zhenis.
Вне сольной карьеры RaiM так же записывал совместные синглы с артистами из команды DDRECORDS. 2017-году RaiM совместно с Артуром написали песню «Самая вышка» и уже в начале 2018 года на него был снят первый клип. В этом же году летом артисты записали песню «Дискотека из 90» который так же стал мега популярным.
В 2019 году RaiM написал третий альбом «Шам». Альбом отличается от его прежних песен по стилю и по смыслу. Альбом был написан в этно-стиле и название всех песен состоят из трех букв что является отсылкой на третий альбом. На песню «Шам» был снят клип. В альбоме принял участие известный Казахстанский рэпер — Аль Nasr.
В этом же году выходят совместные треки с Артуром «Симпа», «Саукеле». За песню «Симпа» артисты получили платиновый диск и набрали свыше ста миллионов просмотров на YouTube,
В 2020 году RaiM написал немало синглов которые так же завоевали сердца слушателей. В марте совместно с Артуром записали песню «Ana» и сняли клип. В том же году вышел анимационный клип на песню «Latte». Клип состоит из отсылок к синглам и описывает всю карьеру Райма и Артура. В конце 2020 года RaiM выпустил сольный сингл «Lova Lo».
В 2021 году RaiM написал свой четвёртый альбом под названием «4-dongelek». Концепция альбома — дорога. Дорога к любимой, дорога домой и на встречу творчеству. В альбоме 7 треков разных по стилю. Особенность в том что в треках есть сочетание разных языков, таких как казахский, русский, английский, испанский. Гостем альбома были такие артисты как Miko, Alina Gerc.
Все альбомы и песни спродюсировал музыкальный продюсер, музыкант, аранжировщик и директор команды DDRECORDS — Данияр Рахметжанов.

### Образование
В 2013 году окончил среднюю
школу имени Ибрая Алтынсарина в посёлке Шагатай. Далее поступил в колледж имени Жаханши Досмухамедова в городе Уральск по специальности учитель английского языка.

### В составе лейбла «DD-RECORDS»
В студенческие годы писал песни и записывался в студии DDRECORDS. В 2016 году стал официальным резидентом команды DD-RECORDS под руководством Данияра Рахметжанова. В состав DDRECORDS входит так же артисты Alina Gerc, Zhenis, Adil, Miko, Marina.

## Личная жизнь
С 21 января 2023 года женат на казахстанской певице Ерке Есмахан.У пары двое сыновей.

## Награды
- 2018 — EMA «Muzzone» — RaiM, Artur — Дебют года
- 2018 — EMA «Muzzone» — RaiM, Artur — Выбор интернета
- 2018 — National music awards — RaiM,Artur feat. BN — «Лучший»
- 2018 — National music awards — RaiM,Artur,Zhenis — «Дискотека из 90»[11][12]
- 2019 — Nur-Sultan Music Awards — (RaiM,Artur)[13][14][15]
- 2019 — Qazaq music awards — «Үздік ән» — RaiM, Artur — Saukele[16]
- 2019 — National music awards — RaiM,Artur,Adil -«Симпа»[17][18][19][20]
- 2020 — EMA — хит года RaiM, Artur — «Латтэ»

## Дискография

### Студийные альбомы
- 2017 — «Қара бала (неизданное)»
- 2018 — «О2»
- 2019 — «ШАМ»
- 2021 — «4-дөңгелек»
- 2022 — «БЕСТСЕЛЛЕР»

### Синглы
| Год  | Название                    | Альбом      |
| ---- | --------------------------- | ----------- |
| 2018 | «Со льдом»                  | без альбома |
| 2018 | «Самая вышка»               | без альбома |
| 2018 | «Я и сен»                   | без альбома |
| 2018 | «Ставь на репит»            | O2          |
| 2018 | «Интрига»                   | O2          |
| 2018 | «Карам»                     | O2          |
| 2018 | «О2»                        | O2          |
| 2018 | «Двигатся»                  | O2          |
| 2018 | «Естелік»                   | O2          |
| 2018 | «Досым»                     | O2          |
| 2018 | «Роза»                      | O2          |
| 2018 | «Тая»                       | O2          |
| 2018 | «Сен»                       | O2          |
| 2018 | «Блюз»                      | O2          |
| 2018 | «Бар мен жо?»               | O2          |
| 2018 | «Дом»                       | O2          |
| 2018 | «0818»                      | O2          |
| 2018 | «Догола»                    | без альбома |
| 2018 | «Полетаем»                  | без альбома |
| 2018 | «Дискотека из 90»           | без альбома |
| 2018 | «Желкен»                    | без альбома |
| 2019 | «Meni oilai»                | без альбома |
| 2019 | «Qara jorga»                | без альбома |
| 2019 | «Тук-Тук»                   | без альбома |
| 2019 | «Жду звонка»                | без альбома |
| 2019 | «My princess»               | без альбома |
| 2019 | «Saukele»                   | без альбома |
| 2019 | «Симпа»                     | без альбома |
| 2019 | «Ауылымды сағындым»         | без альбома |
| 2019 | «Шам»                       | Шам         |
| 2019 | «Нло»                       | Шам         |
| 2019 | «Сыр»                       | Шам         |
| 2019 | «Сүю»                       | Шам         |
| 2019 | «РҮХ»                       | Шам         |
| 2019 | «Шың»                       | Шам         |
| 2019 | «Шер»                       | Шам         |
| 2020 | «Лучший»                    | без альбома |
| 2020 | «Latte»                     | без альбома |
| 2020 | «Ана»                       | без альбома |
| 2020 | «Lova Lo»                   | без альбома |
| 2021 | «Whatcha Wanna»             | 4 dongelek  |
| 2021 | «Kaif»                      | 4 dongelek  |
| 2021 | «Baila»                     | 4 dongelek  |
| 2021 | «Kolikpen»                  | 4 dongelek  |
| 2021 | «Where Are You»             | 4 dongelek  |
| 2021 | «Oh my love»                | 4 dongelek  |
| 2021 | «Jol»                       | 4 dongelek  |
| 2021 | «Лунная»                    | без альбома |
| 2021 | «Көз — қорқақ, қол — батыр» | без альбома |
| 2022 | «Өзге»                      | БЕСТСЕЛЛЕР  |
| 2022 | «Жұлдыздар»                 | БЕСТСЕЛЛЕР  |
| 2022 | «Плачут все улицы»          | БЕСТСЕЛЛЕР  |
| 2022 | «Дем»                       | БЕСТСЕЛЛЕР  |
| 2022 | «Ысырамын»                  | БЕСТСЕЛЛЕР  |
| 2022 | «Бөлме»                     | БЕСТСЕЛЛЕР  |
| 2022 | «Жаным-ау, сен»             | БЕСТСЕЛЛЕР  |
| 2022 | «Соңынан басына»            | БЕСТСЕЛЛЕР  |
| 2022 | «Сол кейіпте қал»           | БЕСТСЕЛЛЕР  |
| 2022 | «Толғау»                    | БЕСТСЕЛЛЕР  |

## Клипы
- RaiM & Artur — Самая вышка (режиссёр: Азамат Дулатов). Песня «Самая вышка» дуэта Raim & Artur вошла в саундтрек к фильму Нурстаса Адамбая «2017 — „Я жених“». Набрав миллион просмотров за 2 дня. Клип входит в десятку самых просматриваемых русскоязычных музыкальных видео, имея уже более 11 млн просмотров (7 марта 2018 года) на YouTube.[21][22][23][24][25][26][27]
- RaiM & Artur feat. BN — Лучший (режиссёр: Шыңғысхан Тәжікеев) 2018[28]
- RaiM & Artur — Saukele (режиссёр: Шыңғысхан Тәжікеев) 2019[29][30][31]
- RaiM & Artur & Adil — Симпа (Аян Сатмаганбет) 2019 Клип входит в десятку самых просматриваемых русскоязычных музыкальных видео, имея уже более 120 млн просмотров (23 апрель 2019 года) на YouTube.
- RaiM — Шам (режиссёр: Айтөре Жолдасқали) 2019
- RaiM & Artur — Ana (режиссёр: Айтөре Жолдасқали) 2019[32]
- RaiM & Artur- Latte (режиссёр: Данияр Рахметжанов) 2020
- RaiM — Шер (Режиссёр: Азамат Балахметов) 2020
- RaiM — New album 4-dongelek (режиссёр: Эрни Зиядинов) 2021
- RaiM & Adil — көз қорқақ, қол батыр (режиссёр: Данияр Амангельдиев) 2021